# بروستر (حوزه سرشماری)، ماساچوست
بروستر (به انگلیسی: Brewster) یک منطقهٔ مسکونی در ایالات متحده آمریکا است که در شهرستان برنستبل، ماساچوست واقع شده‌است. بروستر ۱۰٫۱۸ کیلومتر مربع مساحت و ۲٬۰۰۰ نفر جمعیت دارد و ۹ متر بالاتر از سطح دریا واقع شده‌است.